# Ladji Mallé
Ladji Mallé (Bamako, 12 dicembre 2001) è un calciatore maliano, attaccante dell'Hapoel Hadera.

## Biografia
È fratello di Aly Mallé, anch'egli calciatore professionista.

## Carriera
Cresciuto nel settore giovanile del Bamako, nel mercato invernale del 2021 viene acquistato a titolo definitivo dagli slovacchi del Pohronie; fa il suo esordio fra i professionisti il 6 febbraio in occasione dell'incontro di Fortuna Liga vinto 3-1 contro il Nitra.

## Statistiche
Statistiche aggiornate al 1º novembre 2021.

### Presenze e reti nei club
| Stagione        | Squadra         | Campionato      | Campionato | Campionato | Coppe nazionali | Coppe nazionali | Coppe nazionali | Coppe continentali | Coppe continentali | Coppe continentali | Altre coppe | Altre coppe | Altre coppe | Totale | Totale | Totale |
| Stagione        | Squadra         | Comp            | Pres       | Reti       | Comp            | Pres            | Reti            | Comp               | Pres               | Reti               | Comp        | Pres        | Reti        | Pres   | Reti   |        |
| --------------- | --------------- | --------------- | ---------- | ---------- | --------------- | --------------- | --------------- | ------------------ | ------------------ | ------------------ | ----------- | ----------- | ----------- | ------ | ------ | ------ |
| 2020-2021       | Pohronie        | SL              | 13         | 0          | CS              | 0               | 0               |                    | -                  | -                  |             | -           | -           | 13     | 0      |        |
| 2021-2022       | Pohronie        | SL              | 13         | 2          | CS              | 1               | 0               |                    | -                  | -                  |             | -           | -           | 14     | 2      |        |
| Totale carriera | Totale carriera | Totale carriera | 26         | 2          |                 | 1               | 0               |                    | -                  | -                  |             | -           | -           | 27     | 2      |        |